# Bertiera orthopetala
Bertiera orthopetala là một loài thực vật có hoa trong họ Thiến thảo. Loài này được (Hiern) N.Hallé mô tả khoa học đầu tiên năm 1964.